# Исиро
Иси́ро (фр. Isiro) — город на северо-востоке Демократической Республики Конго. Административный центр провинции Верхнее Уэле.
Город расположен между экваториальным лесом и саванной, на высоте 730 м над уровнем моря. Основой его экономики является выращивание кофе.

## Население
Население Исиро по данным на 2012 год оценивается в 182 900 человек. Большинство населения говорит на языке лингала, распространён также суахили.

## История
Ранее, когда Исиро было в составе Бельгийского Конго, он назывался Паулис, в честь дипломата полковника Альберта Паулиса. С 1934 года город начал развиваться и достиг пика в 1957 году. Во времена Конголезских войн в районе Исиро проходили боевые действия между бельгийскими десантниками и местными боевиками во время восстания Симба.
В 1998 году в городе был открыт университет Université d’Uélé.

## Транспорт
Исиро обслуживается аэропортом Исиро, из которого осуществляются рейсы в Киншасу. Узкоколейная железная дорога, соединяющая Исиро с речным портом Бумба на реке Конго, в настоящее время не работает. Из города ведут грунтовые дороги в Уганду и Южный Судан, но они могут быть непроходимы в сезон дождей.